# 夕陽沈むとき
『夕陽沈むとき』（ゆうひしず-）は、東海テレビ制作のフジテレビ系列で、1967年7月31日～10月27日に放送された昼ドラマである。

## キャスト
- 川崎敬三
- 加賀まりこ
- 藤野節子

## スタッフ
- 演出：伏屋良郎
- 脚本：本田英郎